# Stadio Silvio Piola (Novara)
Lo stadio Silvio Piola (in precedenza semplicemente "stadio comunale") è il principale stadio sportivo della città italiana di Novara.
Ospita storicamente le partite della maggior società calcistica della città, il Novara, e ha ospitato anche alcune partite della Juventus Women nella stagione 2018-2019.

## Storia
Nel 1964 venne steso il progetto preliminare di un nuovo stadio per la città di Novara, affidato all'architetto romano Antonio Nervi. I lavori iniziarono nel 1971: ne risultò una struttura in cemento armato prefabbricato avente una capienza di 25 000 posti, con ottima visibilità da ogni settore garantita dall'assenza di reti, sostituite da un fossato profondo tre metri intorno al campo di gioco.
Dopo 44 anni il Novara lasciò dunque il vecchio stadio comunale di viale Alcarotti, dove aveva disputato dodici campionati di Serie A. La partita inaugurale del nuovo stadio fu un'amichevole con la Juventus, vinta dal Novara per 2-1 nel pomeriggio del 22 gennaio 1976; la prima partita ufficiale fu Novara-Genoa (1-1) di Serie B il 25 gennaio 1976.
Inizialmente allo stadio non fu associata alcuna intitolazione: gli spettatori pertanto lo chiamarono semplicemente "comunale di viale Kennedy", dal nome della via sulla quale si affacciava l'ingresso principale. La prima dedica ufficiale fu alla memoria di Luciano Marmo nel 1975; 22 anni dopo, il 23 ottobre 1997, essa venne sostituita da quella a Silvio Piola, con una cerimonia in municipio alla presenza dell'intera famiglia dello scomparso campione.
Tra il 1990 e il 1998 anche lo Sparta Novara, data la temporanea inagibilità dello stadio comunale di viale Alcarotti (sua sede storica fin dal 1931), usufruì di questo stadio disputandovi parte delle proprie partite casalinghe (le restanti vennero giocate al campo comunale di Cerano).
Nell'estate del 2010, a seguito della promozione del Novara in Serie B, sono stati eseguiti alcuni interventi all'impianto tra cui la sostituzione della copertura della tribuna centrale, il posizionamento dei tornelli (obbligatori per il campionato cadetto), l'eliminazione del fossato, e soprattutto il rifacimento del terreno di gioco in erba sintetica, secondo la normativa FIFA 2 star (che consente di ospitare anche gare di UEFA Champions League). Infine, è stata rifatta anche la Tribuna Stampa e ingrandita la Tribuna VIP. Tutto ciò ha permesso di tornare a una capienza di oltre 10 000 posti.
Il 12 giugno 2011, in occasione della finale di ritorno dei play-off di Serie B, ottiene una deroga per aumentare la capienza, arrivando a 1 688 posti nel settore ospiti, e aggiungendo 488 posti nella parte alta della tribuna centrale e altri 200 sparsi. Ciò ha portato a una capienza complessiva per la partita a 11 328 posti. Nell'estate del 2011, a seguito della promozione del Novara in Serie A, sono stati eseguiti lavori di ampliamento dello stadio che hanno visto l'innalzamento di strutture metalliche (dotate di seggiolini con schienale azzurri) in tubi all'altezza delle due curve, che hanno portato la capienza dell'impianto a 17 875 spettatori. La società aveva annunciato che nel caso lo stadio non fosse stato pronto per l'inizio del campionato, avrebbe disputato gli incontri casalinghi al Barbera di Palermo, eventualità poi non concretizzatasi.
Il 28 ottobre 2013 è stata fissata una targa commemorativa di Árpád Weisz, allenatore del club nella stagione 1934-35 e morto in un campo di concentramento nazista ad Auschwitz. L'affissione avviene nel giorno in cui l'impianto ospita la gara di Serie B tra Novara e Cesena, conclusa sul punteggio di 1-1.
Nel 2015 il Como adottò temporaneamente il Piola come campo interno, onde consentire l'esecuzione di alcuni lavori presso lo stadio Giuseppe Sinigaglia.
Nella stagione 2018-2019 lo stadio ha accolto le gare interne della Juventus Women, limitatamente ai turni di Champions League; nel medesimo anno il Gozzano, essendo impossibilitato ad utilizzare il proprio campo casalingo e non avendo ottenuto per tempo il permesso di giocare allo stadio di Vercelli, ha disputato al Piola la prima giornata del campionato di Serie C.
Gli ampliamenti delle curve, composti da tubi metallici, sono rimasti chiusi nella stagione 2018-2019 per poi essere riaperti in quella successiva (2019-2020).
Alla fine della stagione di Serie C 2020-2021 il Novara Calcio, passato di proprietà dalla famiglia Rullo a una cordata capeggiata da Leonardo Pavanati, si ritrova in difficoltà a fronte di inadempienze nelle formalità necessarie per l'iscrizione della squadra nella stagione successiva della Serie C, che portano all'esclusione del club dai campionati professionistici. Il Comune di Novara, a seguito di tale situazione, non rinnova la concessione di utilizzo dello stadio alla società, che presto diviene quiescente e si avvia al fallimento; l'utilizzo viene invece accordato alla nuova società Novara FC fondata dall'imprenditore milanese Massimo Ferranti, la quale esordisce nel campionato di Serie D 2021-2022 e, a seguito della definitiva cessazione del Novara Calcio, rileva a pieno titolo la tradizione sportiva azzurra.
Il 13 febbraio 2022 la Curva Nord è stata intitolata al calciatore "Nini" Udovicich.
Prima partita Novara (Serie B 1975-1976)
| Arbitro: | Bergamo (Livorno) |

|                      |           |           |
| Marchetti 85’ (rig.) | Marcatori | 83’ Conti |

## Dati tecnici
- Posti Tribuna Coperta Ovest: 2 227
- Posti Tribuna Vip (Rossa): 252
- Posti Tribuna d'Onore (Blu): 208
- Posti Sky Box: 48
- Posti Tribuna Stampa: 78
- Posti Parterre Ovest (rettilineo): 1 950
- Posti Parterre Est (distinti): 2 214
- Posti Curva Nord: 5.547
- Posti Curva Sud-Est (settore ospiti per possessori di Tessera del Tifoso): 2 672
- Posti Curva Sud-Ovest (settore ospiti per tifosi sprovvisti di tessera): 2 679
- Capienza totale: 17 875 posti

## Eventi

### Calcio

#### Spareggi
| Data           | Incontro              | Risultato             | Competizione                                  |
| -------------- | --------------------- | --------------------- | --------------------------------------------- |
| 20 maggio 2018 | Juventus - Brescia    | 0 - 0 (dts) (5-4 dtr) | Serie A femminile - Finale spareggio scudetto |
| 12 maggio 2019 | Pergolettese - Modena | 2 - 1                 | Serie D - Finale spareggio primo posto        |

#### Finali di coppe
| Data           | Incontro             | Risultato | Competizione                            |
| -------------- | -------------------- | --------- | --------------------------------------- |
| 23 maggio 2010 | Novara - Portogruaro | 2 - 3     | Supercoppa di Prima Divisione - Ritorno |
| 16 maggio 2015 | Novara - Salernitana | 3 - 2     | Supercoppa di Lega Pro - 1ª giornata    |

#### Incontri internazionali
| Data             | Incontro             | Risultato | Competizione                             |
| ---------------- | -------------------- | --------- | ---------------------------------------- |
| 4 luglio 1976    | Italia - Inghilterra | 2 - 1     | Amichevole Nazionale femminile           |
| 17 maggio 1989   | Italia - Spagna      | 1 - 0     | Amichevole Nazionale Under-21 maschile   |
| 6 ottobre 2000   | Italia - Romania     | 1 - 1     | Qualificazioni Europei 2002 U21 maschili |
| 8 settembre 2009 | Italia - Lussemburgo | 2 - 0     | Qualificazioni Europei 2011 U21 maschili |
| 16 novembre 2010 | Italia - Svizzera    | 1 - 1     | Torneo Quattro Nazioni Under-20          |
| 13 febbraio 2014 | Italia - Rep. Ceca   | 6 - 1     | Qualificazioni Mondiali femminili 2015   |